# Golden Myanmar Airlines
Golden Myanmar Airlines (бірм. ရွှေမြန်မာ လေကြောင်းလိုင်းရွှေမြန်မာ လေကြောင်းလိုင်း) — бюджетна авіакомпанія М'янми зі штаб-квартирою в Янгоні, що працює у сфері регулярних пасажирських перевезень між аеропортами всередині країни і за її межами. Портом приписки авіакомпанії є міжнародний аеропорт Янгон, як головний транзитний вузол (хаба) використовується міжнародний аеропорт Мандалай.
Компанія була утворена в серпні 2012 року п'ятнадцятьма компаніями-інвесторами, включаючи найбільший комерційний банк Co-operative Bank Ltd. Golden Myanmar Airlines почала операційну діяльність у січні наступного року з польотів на єдиному на той момент літаку Airbus A320.

## Маршрутна мережа
Індія
- Маніпур
  - Імпхал — міжнародний аеропорт Імпхал
- Західна Бенгалія
  - Колката — міжнародний аеропорт імені Нетаджи Субхас Чандра Боса — сезонні

М'янма
- Баган — аеропорт Ніяунг-У
- Тавой — аеропорт Тавой
- Хайхо — аеропорт Хайхо
- Лашо — аеропорт Лашо
- Мандалай — міжнародний аеропорт Мандалай — хаб
- Мейтхіла — аеропорт Мейтхіла
- Найп'їдо — міжнародний аеропорт Найп'їдо
- Пута — аеропорт Плутано
- Тачхілуа — аеропорт Тачхілуа
- Янгон — міжнародний аеропорт Янгон — порт приписки

### Скасовані
Сінгапур
- Сінгапур — аеропорт Чангі

Таїланд
- Бангкок — міжнародний аеропорт Суварнабхумі
- Чіангмай — міжнародний аеропорт Чіангмай

## Партери
У жовтні 2015 року Golden Myanmar Airlines мала код-шерінгові угоди з такими авіакомпаніями:
- Thai Airways International
- Tigerair

## Повітряний флот

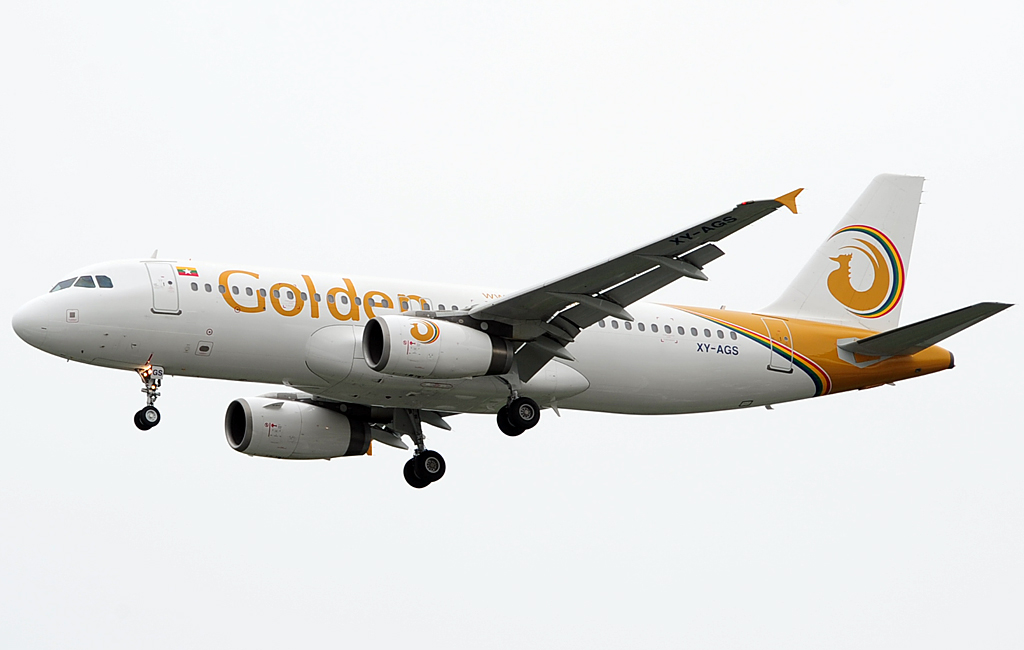
Airbus A320 авіакомпанії Golden Myanmar Airlines в заході на посадку в сінгапурському аеропорту Чангі, квітень 2013 року

В жовтні 2013 року повітряний флот авіакомпанії Golden Myanmar Airlines становили такі літаки: